# Исламский культурный центр Квебека
Исламский культурный центр Квебека (ИКЦК) — организация, отвечающая потребностям духовной, социальной и экономической жизни мусульманской общины Квебека. Основной центр — Большая мечеть Квебека.

## Цели
Целями ИКЦК является помощь вновь прибывшим мусульманам и мусульманам проживающим в Квебеке интегрироваться в социальную жизнь Квебека, а также знакомство жителей Квебека с исламской культурой.

## Мероприятия
ИКЦК оказывает помощь в проведении ритуальных услуг и бракосочетаний, а также в проведении занятий по религиоведению, истории и т. д.. Активисты этой организации посещают больных мусульман, находящихся в лечебных учреждениях.

## Большая мечеть Квебека
Проект по созданию Большой мечети Квебека был начат в 2002 году по инициативе ИКЦК. В 2009 году ИКЦК удалось купить здание на углу Черч-роуд и Сент-Фуа за 1,4 млн долларов США . Это здание имеет площадь 12100 квадратных метров и может вместить около 1000 верующих. Приобретение нового здания позволит мусульманской общине создать Большую мечеть и решить проблему нехватки места поклонения. По некоторым данным количество проживающих в Квебеке мусульман составляет около 7 тыс. человек.